# Rue Alfred-Cornu
La rue Alfred-Cornu est une ancienne rue de Paris, aujourd'hui disparue, qui était située dans le 5e arrondissement de Paris.

## Rue Clopin

### Situation et accès
Au XIXe siècle, cette rue commençait rue des Fossés-Saint-Victor (actuellement rue Thouin) et finissait rue Bordet (actuellement rue Descartes). Elle était située dans l'ancien 12e arrondissement de Paris.
Les numéros de la rue étaient noirs. Le dernier numéro impair était le no 9 et le dernier numéro pair était le no 12,,.

### Origine du nom
Cette rue doit son nom à un logis appelé « grande maison Clopin ».

### Historique
La grande maison Clopin, bâtie dans cette rue en 1258, lui a donné son nom. Elle est citée dans Le Dit des rues de Paris de Guillot de Paris sous la forme « rue Clopin ».
La partie de cette rue entre celles d'Arras et des Fossés-Saint-Victor a porté pendant quelque temps le nom de « rue des Anglaises », parce qu'elle aboutit au couvent des Anglaises ; ainsi cette portion n'existe que depuis le commencement du XVIIe siècle, lors de la démolition des murs de l'enceinte de Philippe Auguste qui passait près de la rue d'Arras ou de la rue des Murs.
Dès le commencement du XVIe siècle, elle est aussi désignée sous le nom de « Champ-Gaillard » et de « chemin Gaillard », du nom de la voie qui suivait intérieurement l'enceinte de Paris à laquelle elle aboutissait. À cette époque, elle était très mal fréquentée et était habitée par des femmes débauchées.
Elle est citée sous le nom de « rue Clopin » dans un manuscrit de 1636.
Cette rue a toujours séparé le collège de Boncourt de celui de Navarre.
Une partie de cette rue a disparu en 1809, lors de la réunion de ces deux collèges pour entrer dans la composition de l'École polytechnique.
L'autre partie est renommée en 1928 « rue Alfred-Cornu ».

## Rue Alfred-Cornu

### Situation et accès
D'une longueur de 48 mètres et d'une largeur de 10 mètres, cette voie située dans le 5e arrondissement de Paris débutait 50, rue du Cardinal-Lemoine et se terminait 29, rue d'Arras.

### Origine du nom
Elle porte le nom du physicien Alfred Cornu (1841-1902).

### Historique
La voie est supprimée en 1957.